# Mar Revolto
Mar Revolto war eine brasilianische Rockband aus der Region Bahia.

## Geschichte
Die Gruppe wurde 1973 von Raul Carlos, Otávio Américo, Géo Benjamin und Silvio Palmeira gegründet. 1975 trat Luiz Brasil als Gitarrist der Gruppe bei. Im Jahr 1977 zog es die Gruppe nach Rio de Janeiro, wo sie von da an tätig sein sollte.
1979 veröffentlichen sie ihr Debütalbum, welches den gleichen Namen trägt wie die Band. Nach einigen personellen Wechseln folgt im Jahr 1983 ihr zweites Album mit dem Titel Dia de Amanhã.

## Diskografie

### Studioalben
- 1979: Mar Revolto
- 1983: Dia de Amanhã

### Singles
- 1983: Batendo Forte / Maré Cheia